# Michał Piekarski

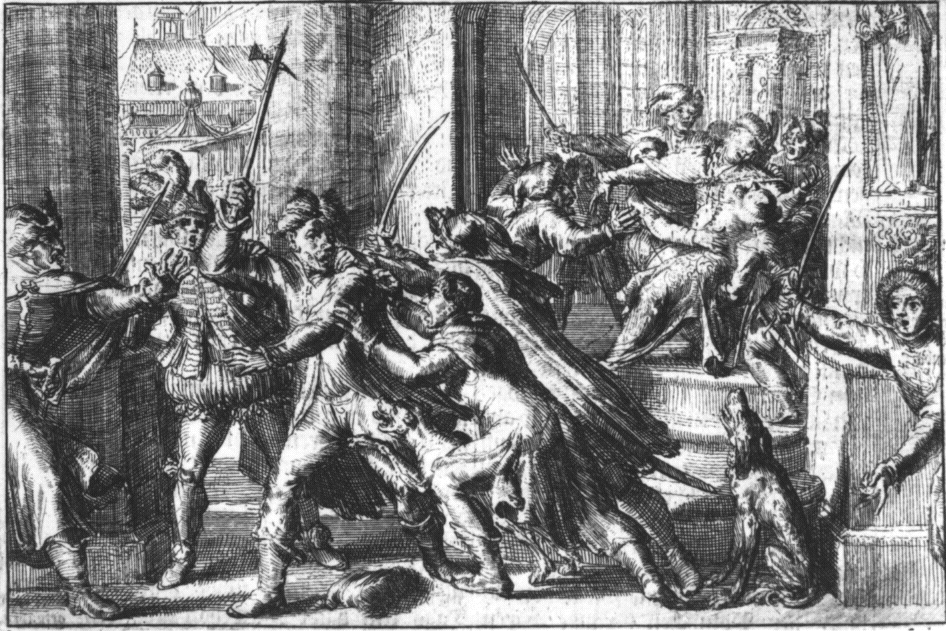
Zamach Piekarskiego na Zygmunta III Wazę

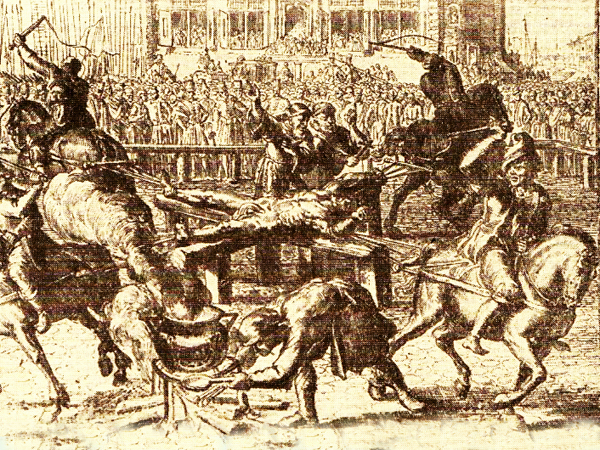
Egzekucja Piekarskiego

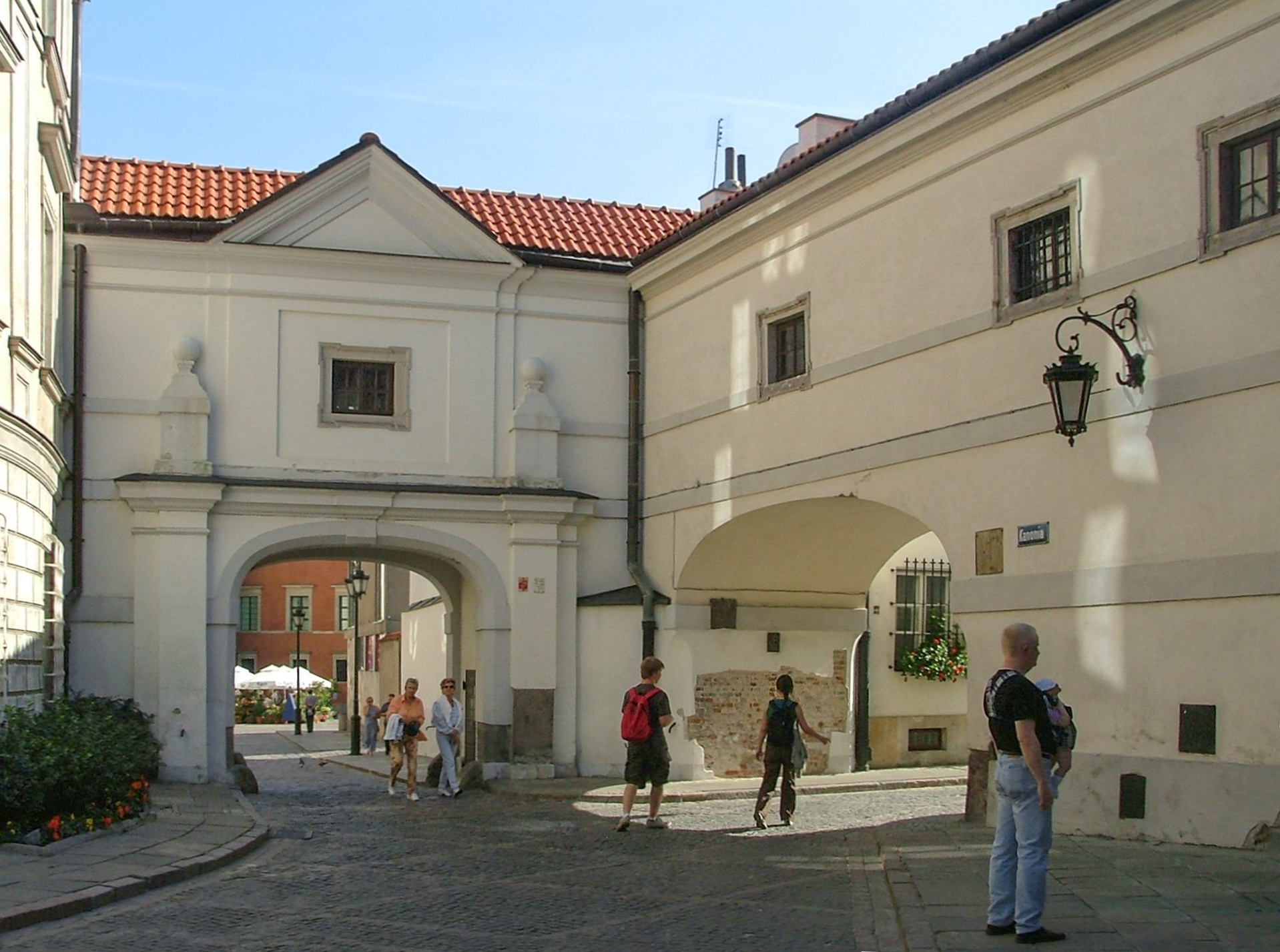
Łącznik między zamkiem a katedrą, który wybudowano w wyniku zamachu

Michał Piekarski herbu Topór (ur. ok. 1597 w Gdańsku, zm. 27 listopada 1620 w Warszawie) – szlachcic sandomierski ze wsi Binkowice, który 15 listopada 1620 usiłował dokonać zamachu na króla Zygmunta III Wazę, przed kolegiatą św. Jana na ulicy Świętojańskiej w Warszawie.

## Życiorys
W młodości uległ wypadkowi, podczas którego rozbił głowę i odtąd zaczął chorować psychicznie. Melancholia i dziwactwo łączyły się u niego z wielką porywczością. Wskutek postępującej choroby został na jakiś czas zamknięty w odosobnieniu i pozbawiony praw do zarządzania swoim majątkiem. Na wieść o zamordowaniu w Paryżu króla Francji Henryka IV Burbona przez François Ravaillaca postanowił zabić Zygmunta III.
Zamachowiec zadał dwa ciosy nadziakiem (lub czekanem), raniąc króla w plecy i powodując powierzchowne zadrapania prawej części twarzy. Został powstrzymany przez nieliczną świtę królewską. Szczególnie zasłużyli się marszałek nadworny koronny Łukasz Opaliński, który osłonił króla własnym ciałem, oraz królewicz Władysław, który ciął Piekarskiego szablą w głowę.
Śledztwo z wykorzystaniem tortur w celu ujawnienia ewentualnych wspólników nie wyjaśniło przyczyny zamachu. Zeznania zamachowca stały się źródłem powiedzenia pleść jak Piekarski na mękach oznaczającego gadać bzdury, mówić od rzeczy. Jedną z poszlak było wcześniejsze pozbawienie Piekarskiego praw do zarządzania swoim majątkiem i ustanowienie na nim sądowej kurateli jako niepoczytalnego, za co chciał zemścić się na królu.
Wobec pogłosek, że mógł to być zamach tatarski, król kilkakrotnie musiał pokazać się publicznie, aby uspokoić sytuację.
Michał Piekarski został osądzony przez sąd sejmowy (właściwy dla sądzenia obrazy majestatu) i stracony publicznie w Warszawie. Miejscem straceń było wówczas tak zwane Piekiełko, które znajdowało się u wylotu ulicy Piekarskiej na Podwale, w międzymurzu (według niektórych historyków miejscem  był Rynek Starego Miasta w Warszawie).

Na szafocie rozpoczęto od publicznych tortur, gdzie między innymi obcięto mu dłoń (gdyż ośmielił się ją podnieść na króla), a następnie zgodnie z sentencją wyroku: 

czterema końmi ciało na cztery części roztargane, a obrzydłe trupa ćwierci na proch na stosie drzew spalone zostaną. Na koniec proch, w działo nabity, wystrzał po powietrzu rozproszy.

Zamach przyczynił się do wzmocnienia bezpieczeństwa króla poprzez wybudowanie ganku łączącego prezbiterium kościoła św. Jana z Zamkiem Królewskim, na rogu Kanonii i Dziekanii.
Czekan jako broń był na tyle niebezpieczny, że kolejne sejmy zakazywały jego używania (w 1578, 1601 i 1620 r.)

Ustawa uchwalona w 1620 postanowiła:

...aby żaden cujuscunque conditionis [jakiegokolwiek stanu] nie ważył się odtąd zażywać, albo nosić czekanów in loco publico [w miejscu publicznym], pod winą [karą] dwuch set grzywien.

...aby żaden nie ważył się odtąd zażywać albo nosić czekanów in loco publico, pod winą dwóch set grzywien...wszakże na wojnie przeciwko nieprzyjacielowi koronnemu, zażywanie czekanów i innej broni, zachowujemy.

Podobnie rzecz miała się z nadziakami. Częste użycie tej broni do krwawego rozstrzygania sporów, szczególnie podczas sejmików, spowodowało wydanie przez sejm zakazów stosowania nadziaków przez cywilów.